# 方丹拉贝
方丹拉贝（法語：Fontaine-l'Abbé，法語發音：[fɔ̃tɛn labe]）是法国厄尔省的一个市镇，属于贝尔奈区。

## 地名
“方丹”（Fontaine）意为“泉”。法语地名通名在“枫丹白露”（Fontainebleau）等少数拥有传统译名的地名中译作“枫丹”，不过在《世界地名翻译大辞典》、《世界地名译名词典》和《法国地图册》等主流地名译名类书籍资料中多译作“方丹”。

## 地理
方丹拉贝（49°5'28"N, 0°41'35"E）面积13.23 平方千米，位于法国诺曼底大区厄尔省，该省份为法国北部内陆省份，北起滨海塞纳省，西接奧恩省和卡爾瓦多斯省，南至厄尔-卢瓦省，东临瓦兹省、瓦兹河谷省和伊夫林省。
与方丹拉贝接壤的市镇（或旧市镇、城区）包括：圣莱热德罗特、博蒙勒罗歇、貝爾奈、科讷维尔-拉富克蒂耶尔、梅讷瓦勒、乌什地区特雷桑。
方丹拉贝的时区为UTC+01:00、UTC+02:00（夏令时）。

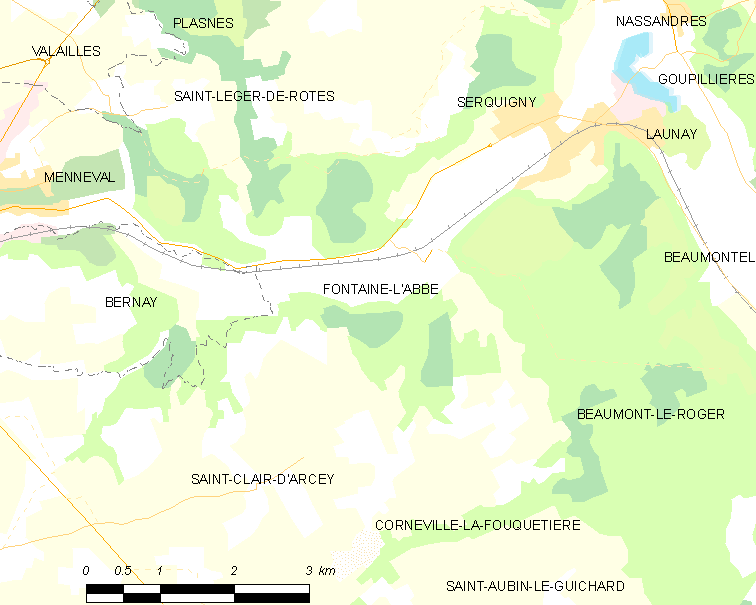
方丹拉贝的OSM定位图

## 行政
方丹拉贝的邮政编码为27470，INSEE市镇编码为27251。

## 政治
方丹拉贝所属的省级选区为贝尔奈县。

## 人口

1962-2008年间方丹拉贝人口变化图示

方丹拉贝于2022年1月1日时的人口数量为567人。